# Hauptmarschall der Waffengattung
Hauptmarschall der Waffengattung, auch Hauptmarschall der Truppengattung (russisch Гла́вный ма́ршал ро́да войск) war die Bezeichnung für eine eigenständige Rangklasse der Dienstgradgruppe der Generale der Streitkräfte der UdSSR. 

## Gliederung der Ränge
Die Rangklasse umfasste die Ränge
- Hauptmarschall der Artillerie,
- Hauptmarschall der Flieger,
- Hauptmarschall der Panzertruppen,
- Hauptmarschall der Pioniertruppen und
- Hauptmarschall der Nachrichtentruppe.

Hauptmarschall der Waffengattung war von 1943 bis 1993 der zweithöchste Marschallsrang der Roten Armee und später der Sowjetarmee. Der Rang war eine Stufe höher als Armeegeneral oder Marschall der Waffengattung, welche nach heutigem Verständnis dem NATO-Rang OF–9 entsprechen würden.

## Einführung und Rangfolge
Mit der zahlenmäßigen Aufstockung der Streitkräfte der UdSSR gingen auch Forderungen bezüglich qualifizierten Führungspersonals bei entsprechender Ausrichtung des Ranggefüges einher. Die sowjetische Staats- und Parteiführung trug den Gegebenheiten durch Einführung neuer Spitzendienstgrade und die Rückkehr zu den traditionellen Rangabzeichen russischer Streitkräfte Rechnung. Ähnlich den Generalsrängen der Waffengattung der deutschen Wehrmacht und der zaristischen Armee wurden im Bereich der Generalität truppengattungsbezogen verschiedene herausgehobene Dienstgrade unter der Sammelbezeichnung Marschall – bzw. Hauptmarschall mit dem Zusatz der Truppengattung geschaffen.
Die Einführung der Rangklasse begann am 16. Januar 1943 zunächst mit der Eröffnung der Dienstgrade Marschall der Flieger, Marschall der Artillerie und Marschall der Panzertruppen.
Am 9. Oktober 1943 folgten dann die Dienstgrade Marschall der Pioniertruppen und Marschall der Fernmeldetruppe sowie die Erweiterung durch Einführung der zusätzlichen Rangklasse Hauptmarschall der Waffengattung.
Im Jahr 1944 kam es zu den ersten Einweisungen in diese Rangklasse. Das betraf A. A. Nowykow und A. E. Golowanow, die jeweils zum Hauptmarschall der Flieger befördert wurden. Erst im Vorjahr waren beide Fliegergenerale zum Marschall der Flieger ernannt worden.
| Rangfolge                                                         | Rangfolge                                                    | Rangfolge                                                         |
| ----------------------------------------------------------------- | ------------------------------------------------------------ | ----------------------------------------------------------------- |
| Armeegeneral (Генерал армии)                                      | Armeegeneral (Генерал армии)                                 | Höherer Rang: Marschall der Sowjetunion (Маршал Советского Союза) |
| Niedrigerer Rang: Marschall der Waffengattung (Ма́ршал ро́да во́йск) | Hauptmarschall der Waffengattung (Главный ма́ршал ро́да во́йск) | Höherer Rang: Marschall der Sowjetunion (Маршал Советского Союза) |

## Rangabzeichen
Ausführung, Gestaltung und Trageweise der Dienstgradabzeichen wurden am 6. Februar 1943 bestätigt und waren denen des Marschalls der Sowjetunion nachempfunden. Geringfügige Unterschiede betrafen die Größe des Marschallstern (Durchmesser 10 mm kleiner), außerdem den des Truppensymbols der Waffengattung, bei dem im Unterschied zum Schulterstück des Marschalls der Waffengattung den Marschallstern (klein, Durchmesser 40 mm) ein Lorbeerkranz umfasste. Die Stickerei an Uniformkragen und Rockärmel waren hingegen gleich.
| Bezeichnung              | Hauptmarschall der ... Waffengattung 1943 – 1955 | Hauptmarschall der ... Waffengattung 1943 – 1955 | Hauptmarschall der ... Waffengattung 1943 – 1955 | Hauptmarschall der ... Waffengattung 1943 – 1955 | Hauptmarschall der ... Waffengattung 1943 – 1955 | Hauptmarschall der ... Waffengattung 1955 – 1993 | Hauptmarschall der ... Waffengattung 1955 – 1993 | Hauptmarschall der ... Waffengattung 1955 – 1993 | Hauptmarschall der ... Waffengattung 1955 – 1993 | Hauptmarschall der ... Waffengattung 1955 – 1993 |
| ------------------------ | ------------------------------------------------ | ------------------------------------------------ | ------------------------------------------------ | ------------------------------------------------ | ------------------------------------------------ | ------------------------------------------------ | ------------------------------------------------ | ------------------------------------------------ | ------------------------------------------------ | ------------------------------------------------ |
| Schulterstück            |                                                  |                                                  |                                                  |                                                  |                                                  |                                                  |                                                  |                                                  |                                                  |                                                  |
| Emblem der Militärzweige | Artillerie                                       | Flieger                                          | Panzertruppen                                    | Nachrichtentruppe                                | Pioniertruppen                                   | Artillerie                                       | Flieger                                          | Panzertruppen                                    | Nachrichtentruppe                                | Pioniertruppen                                   |
| Rangbezeichnung          | ... Artillerie                                   | ... Flieger                                      | ... Panzertruppen                                | ... Nachrichtentruppe                            | ... Pioniertruppen                               | ... Artillerie                                   | ... Flieger                                      | ... Panzertruppen                                | ... Nachrichtentruppe                            | ... Pioniertruppen                               |
| Originalbezeichnung      | (Главный маршал артиллерии)                      | (... авиации)                                    | (... бронетанковых войск)                        | (... войск связи)                                | (... инженерных войск)                           | (... артиллерии)                                 | (... авиации)                                    | (... бронетанковых войск)                        | (... войск связи)                                | (... инженерных войск)                           |

## Abbau und Aufgabe
Seit der Rang eingeführt wurde, gab es insgesamt vier Einweisungen zum Hauptmarschall der Artillerie, sieben zum Hauptmarschall der Flieger und zwei zum Hauptmarschall der Panzertruppen. Obwohl der Rang formal auch für Pionieroffiziere und Fernmelder offenstand, kam es zu keinen entsprechenden Beförderungen. Die jeweils beförderten Offiziere hatten zuvor den Rang „Marschall der betreffenden Waffengattung“ inne. Lediglich in einem Falle wurde ein Armeegeneral in den Range eines Hauptmarschalls der Artillerie eingewiesen.
Im Jahr 1984 wurden bis auf die Ränge Hauptmarschall der Artillerie und Hauptmarschall der Flieger alle übrigen Hauptmarschallränge aufgegeben. Im Jahr 1993 aber wurden auch diese Ränge abgeschafft. Der letzte Offizier, dem der Rang Hauptmarschall der Flieger verliehen wurde, war B. P. Bugaew, der am 13. Januar 2007 verstarb.

## Marschälle der Waffengattung

### Hauptmarschall der Artillerie
1. Woronow, Nikolai Nikolajewitsch (21. Februar 1944)
2. Nedelin, Mitrofan Iwanowitsch (8. Mai 1959)
3. Warenzow, Sergei Sergejewitsch (6. Mai 1961), Aberkennung (13. März 1963) und Degradierung zum Generalmajor der Artillerie
4. Tolubko, Wladimir Fjodorowitsch (25. März 1983)

### Hauptmarschall der Flieger
1. Nowikow, Alexander Alexandrowitsch (21. Februar 1944), Aberkennung am 11. Mai 1946, wieder zuerkannt am 2. Juni 1953
2. Golowanow, Alexander Jewgenjewitsch (19. August 1944)
3. Schigarew, Pawel Fjodorowitsch (11. März 1955)
4. Werschinin, Konstantin Andrejewitsch (8. Mai 1959)
5. Kutachow, Pawel Stepanowitsch (3. November 1972)
6. Bugajew, Boris Pawlowitsch (28. Oktober 1977)
7. Koldunow, Alexander Iwanowitsch (31. Oktober 1984)

### Hauptmarschall der Panzertruppen
1. Rotmistrow, Pawel Alexejewitsch (28. April 1962)
2. Babadschanjan, Amasasp Chatschaturowitsch (29. April 1975)

Siehe dazu auch